# 谷崎十郎
谷崎 十郎（たにざき じゅうろう、1896年9月3日 - 1977年7月6日）は、日本の俳優である。初期芸名は谷崎 千代麿（-ちよまろ）、谷崎 千代丸（-ちよまる）、本名は谷内 義清（たにうち よしきよ）である。

## 来歴
1896年（明治29年）9月3日、アメリカ合衆国ワシントン州オリンピアに「谷内義清」として生まれる。
6歳を迎える1902年（明治35年）、事業家として成功した父とともに日本に帰国した。帰国以降の教育は学習院で受けた。東京薬学校（現在の東京薬科大学）に進んだが1917年（大正6年）には中途退学し、父が設立した自動車販売会社を経営する。
1925年（大正14年）、京都の小笠原プロダクションに入社、同年、同社の経営者・小笠原明峰が「三善英芳」名義で監督した『男を磨け』に出演してデビューした。同年8月には日活大将軍撮影所に移籍、同年中に辻吉郎監督の『剣は怒る』、つづいて尾上松之助一千本記念映画として製作された池田富保監督の『荒木又右衛門』に出演した。1926年（大正15年）から1927年（昭和2年）にかけて製作された辻吉郎監督の『鳴門秘帖』全七篇に主演し、注目される。
1928年（昭和3年）、スタープロダクションである谷崎十郎プロダクションを設立、自らを主演に映画製作を行うが、同年中にマキノ・プロダクションに入社、マキノ正博の『浪人街 第一話 美しき獲物』に南光明、根岸東一郎、河津清三郎とともに主演、同作は同年のキネマ旬報ベストテン1位を獲得した。1931年（昭和6年）、マキノ・プロダクションが解散になり、市川右太衛門プロダクションに入社した。主演作のほか、市川右太衛門、大江美智子と多く共演した。
37歳を迎える1933年（昭和8年）秋、下村健二監督の『大久保彦左衛門』に出演したのを最後に引退した。同作は翌1934年（昭和9年）2月1日に公開された。その後は悠々自適の生活を送ったという。
1977年（昭和52年）7月6日、死去した。満80歳没。

## 人物・エピソード
孫に女優の真山知子がおり、その娘で写真家の蜷川実花は曾孫に当たる。
谷崎のデビュー当時は、阪東妻三郎が大人気だった。谷崎は「阪妻そっくりのスタアをつくろう」と売り出されたチャンバラ役者の一人だった。

## おもなフィルモグラフィ

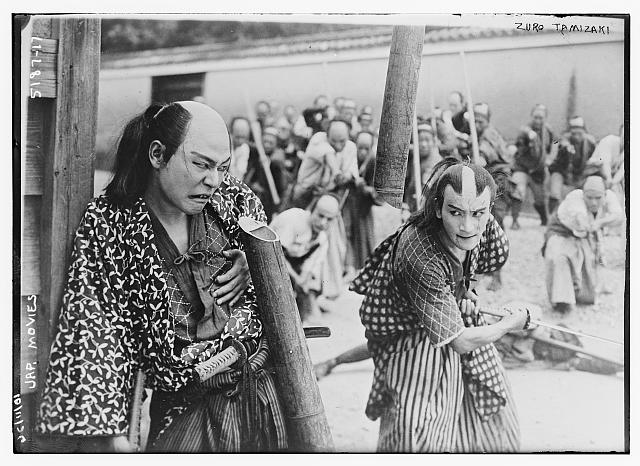
谷崎十郎（右）

- 『男を磨け』 : 監督三善英芳、1925年
- 『剣は怒る』 : 監督辻吉郎、1925年
- 『荒木又右衛門』 : 監督池田富保、1925年
- 『実録忠臣蔵 天の巻 地の巻 人の巻』 : 監督池田富保、1926年
- 『鳴門秘帖』全七篇  : 監督辻吉郎、1926年 - 1927年

- 『修羅悪鬼』 : 監督松屋春翠、1928年
- 『怪盗竜神組 電光石火篇』 : 監督松屋春翠、1928年
- 『漂泊の剣士』 : 監督下村健二、1928年

- 『浪人街 第一話 美しき獲物』 : 監督マキノ正博、1928年
- 『大化新政』 : 総監督マキノ省三、監督補助二川文太郎・稲葉蛟児・金森万象・マキノ正博・松田定次・中島宝三・押本七之助・吉野二郎、1929年
- 『首の座』 : 監督マキノ正博、1929年
- 『須磨の仇浪』 : 監督三上良二、1930年
- 『真田十勇士』 : 監督金森万象・稲葉蛟児・滝沢英輔・三上良二・久保為義、1931年
- 『三日月次郎吉』 : 監督吉野二郎、1931年

- 『裏切った秋太郎』 : 監督白井戦太郎、1931年
- 『江戸へ帰った退屈男』 : 監督志波西果、1931年
- 『大久保彦左衛門』 : 監督下村健二、1934年

## 註
1. 1 2 3 4 5 6 7 8 9 10 11 12 13 14  『芸能人物事典 明治大正昭和』、日外アソシエーツ、1998年、「谷崎十郎」の項。
2. 1 2 3 4 5 6 7 8  『無声映画俳優名鑑』、無声映画鑑賞会編、マツダ映画社監修、アーバン・コネクションズ、2005年、p.152。
3. 1 2 3 4  #外部リンク、「谷崎十郎」、日本映画データベース、2009年11月5日閲覧。
4. ↑  『ひげとちょんまげ』（稲垣浩、毎日新聞社刊）